# Pierre-Louis Prieur
Pierre-Louis Prieur, född den 1 augusti 1756 i Sommesous (departementet Marne), död den 31 maj 1827 i Bryssel, var en fransk revolutionspolitiker.
Prieur, kallad Prieur de la Marne på grund av att han var advokat i Châlons-sur-Marne, var medlem av konstituerande nationalförsamlingen (1789–91) och av nationalkonventet (1792–95) samt hörde alltid till yttersta vänstern. Hans deklamatoriska talförhet skaffade honom det ordlekande öknamnet le crieur de la Marne. I mars 1793 fick han en plats i säkerhetsutskottet och därefter i välfärdsutskottet, där han fick på sin lott att sörja för arméns och landets proviantering. Misstänkt för att ha haft sin hand med i det anarkistiska upproret mot konventet 1 prairial år III (20 maj 1795), ställdes han inför krigsrätt, men lyckades hålla sig undan ända till amnestin 4 brumaire år IV (26 oktober 1795). Därefter var han advokat i Paris; han landsförvisades 1816 som "kungamördare".

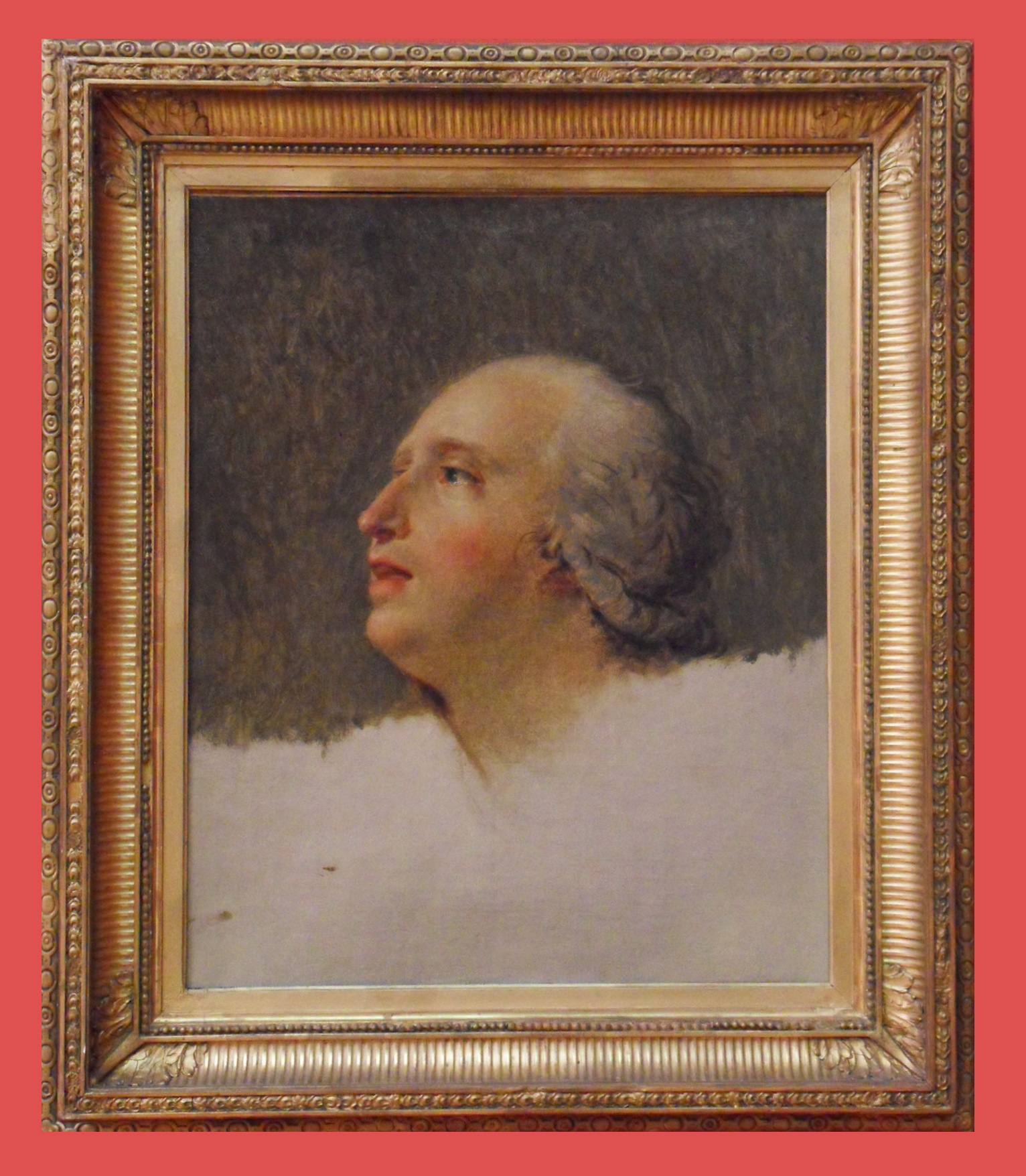
Pierre-Louis Prieur.

## Fotnoter
1. 1 2  Frankrikes nationalförsamling (red.), Sycomore, Sycomore-ID: 12202, läs online, läst: 9 oktober 2017.[källa från Wikidata]
2. 1 2  Encyclopædia Britannica, Encyclopædia Britannica Online-ID: biography/Pierre-Louis-Prieurtopic/Britannica-Online, läst: 9 oktober 2017.[källa från Wikidata]
3. 1 2  SNAC, SNAC Ark-ID: w6794vm1, läs online, läst: 9 oktober 2017.[källa från Wikidata]